# Japans hoefblad
Het Japans hoefblad (Petasites japonicus) is een plant uit de composietenfamilie (Asteraceae). De soort is afkomstig uit Japan en wordt aangeplant in vochtige parkachtige bossen. Japans hoefblad is door Philipp Franz von Siebold meegenomen uit Japan in de eerste helft van de negentiende eeuw. De plant is een niet ingeburgerde adventieve soort die kan verwilderen.
De plant kan 0,8-1,5 m hoog worden. De bladeren zijn onregelmatig getand en kunnen meer dan 1 m breed worden. Japans hoefblad is tweehuizig en bloeit in Nederland in maart en april met geelgroene bloemen die in hoofdjes staan. De bloemen worden veel bezocht door hommels en honingbijen voor het verzamelen van nectar en stuifmeel.
Japans hoefblad groeit op vochtige tot natte plaatsen en is een sterk woekerende plant vanwege de vorming van worteluitlopers (rizomen).

## Toepassingen

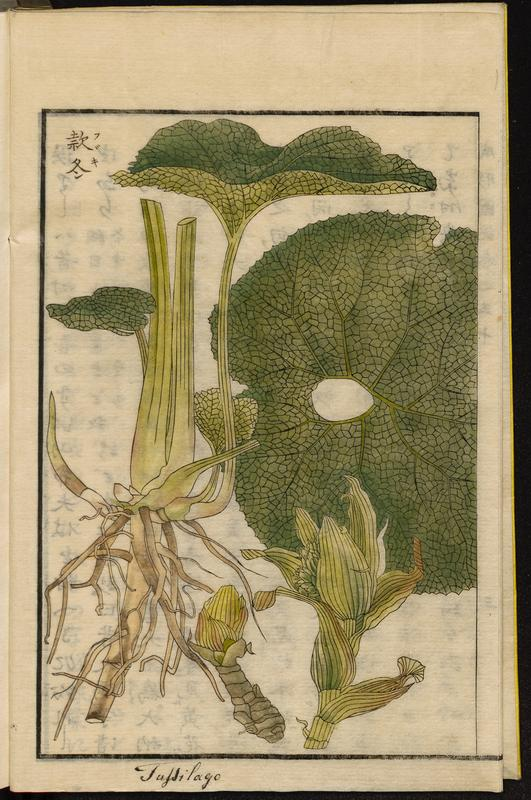
Japans hoefblad, illustratie uit de Japanse landbouw-encyclopedie Seikei Zusetsu (1804)

De bladsteel kan zoals rabarber gegeten worden. De jonge stengel is geschild ook eetbaar. De bloemknoppen kunnen zolang ze nog groen zijn ook gegeten worden en smaken een beetje bitter. De plant wordt vooral in Japan gegeten.